# Vrýses (Ágios Vasílios)
Vrýses, en grec moderne : Βρύσες, est un village du dème d'Ágios Vasílios, de l'ancienne municipalité de Lámpi, dans le district régional de Réthymnon, en Crète, en Grèce. Selon le recensement de 2011, la population de Vrýses compte 84 habitants. Le village est situé à une distance de 39 km de Réthymnon et à une altitude de 550 mètres.

## Recensements de la population
| Recensements | 1900 | 1920 | 1928 | 1940 | 1951 | 1961 | 1971 | 1981 | 2001 | 2011 |
| ------------ | ---- | ---- | ---- | ---- | ---- | ---- | ---- | ---- | ---- | ---- |
| Population   | 172  | 220  | 245  | 236  | 252  | 285  | 219  | 170  | 128  | 84   |

## Source de la traduction
- (el) Cet article est partiellement ou en totalité issu de l’article de Wikipédia en grec moderne intitulé « Βρύσες Αγίου Βασιλείου » (voir la liste des auteurs).